# Envoyé (diplomatique)

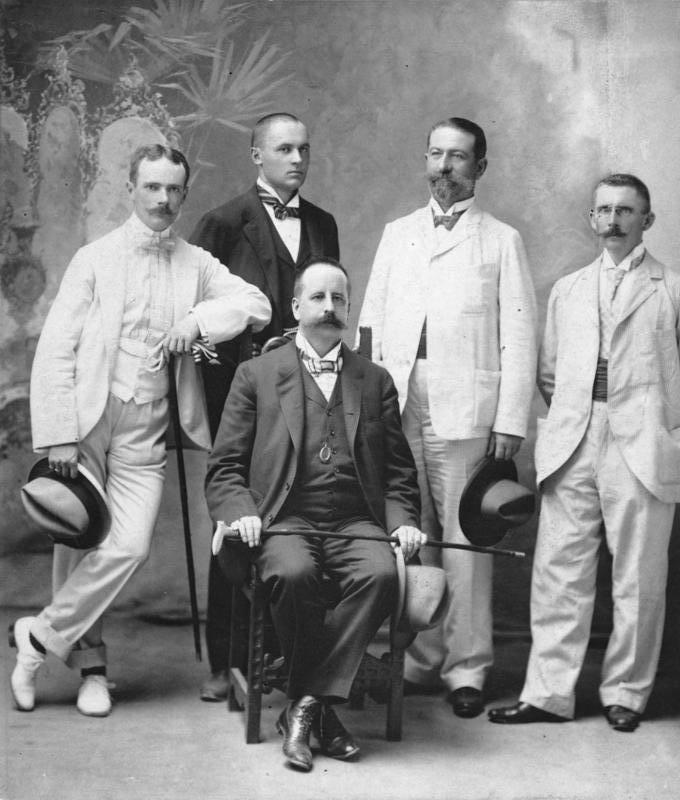
Les membres de l' en 1900, assis : l'envoyé allemand Alfons Mumm von Schwarzenstein.

Un envoyé (en latin legatus) est un représentant diplomatique d'un État auprès d'un autre État. Alors que jusqu'à la fin de la Seconde Guerre mondiale, l'envoyé était souvent le chef de mission d'une mission diplomatique, la légation, il n'est aujourd'hui généralement qu'un cadre supérieur d'une ambassade. L'envoyé est mentionné à Art. 14 1. b. de la Convention de Vienne sur les relations diplomatiques (CVRD).

## Envoyé dans l'Antiquité, le Moyen Âge et l'époque moderne

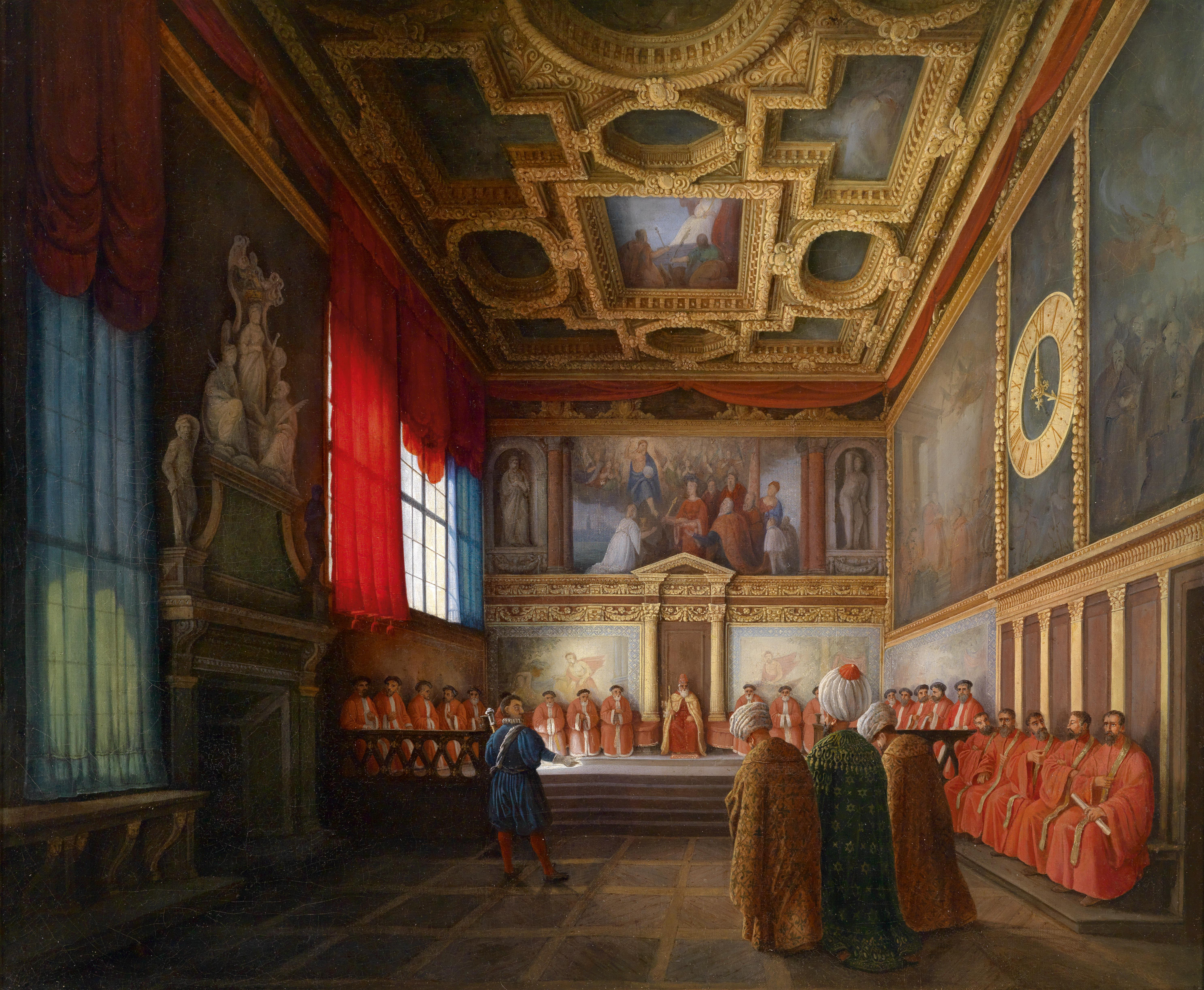
Réception de la légation ottomane par le Doge de Venise dans la Sala del Collegio du palais des Doges, probablement avant 1797 (fin de la république de Venise)

Il y avait déjà des envoyés en tant que représentants officiels de leurs dirigeants dans l'Antiquité. L'échange d'émissaires entre les cités-États grecques aurait pris des proportions considérables dès le Ve siècle av. J.-C.. Au départ, elles n'étaient envoyées qu'au coup par coup, c'est-à-dire pour une raison précise, dans un but précis. Après avoir terminé sa mission, l'envoyé est retourné dans l'État d'envoi.
Avec le maintien de relations diplomatiques permanentes depuis le début du XVe siècle, il était devenu courant d'envoyer un représentant ayant un siège permanent dans l'État d'accueil. La raison en était l'intensification des relations politiques, qui fait que les contacts seulement à certaines occasions ne semblent plus suffisants. La république de Venise a établi des ambassades permanentes à Vienne, Paris, Madrid et Rome au XVIe siècle ; depuis l'Italie du Nord, une diplomatie permanente s'est développée dans toute l'Europe et enfin dans le monde. L'un des premiers envoyés permanents éprouvés fut Nicodemus dei Pontremoli , qui à partir de 1446 fut le représentant du futur duc de Milan à Florence pendant environ 20 ans.

## Changement de sens
La signification de l'envoyé a changé au fil du temps. Auparavant, les États en dessous d'un certain rang n'étaient pas autorisés à envoyer un ambassadeur. Ils ont nommé un envoyé, qui était alors le plus haut représentant diplomatique de ce pays dans l'État d'accueil. Dans ces cas, le bâtiment de la mission ne s'appelait pas une ambassade, mais une Légation.
Vers 1805, seuls l'empire d'Autriche, la République batave, le royaume d'Espagne, le royaume de Sicile et l'Empire ottoman avaient une ambassade et un ambassadeur à Paris. Le Royaume-Uni de Grande-Bretagne et d'Irlande avait également le droit d'établir un ambassadeur, mais n'avait pas de présence diplomatique à Paris à l'époque. 
Les autres États, par ex. l'électorat de Bade, l'électorat de Bavière, le Danemark, le royaume d'Étrurie, le landgraviat de Hesse-Darmstadt, le landgraviat de Hesse-Cassel, Malte, la République ligurienne, le Portugal, la Prusse, la principauté de Ratisbonne, l'Empire russe, l'électorat de Saxe, la Suisse, la Suède, l'électorat de Wurtemberg et les États-Unis n'étaient représentés que par une seule légation à l'époque, dirigée par un envoyé (français : souvent envoyé extraordinaire et ministre plénipotentiaire).
Jusqu'au XIXe siècle, l'échange d'ambassadeurs est resté la prérogative des grandes puissances monarchiques. Au début du règne de la reine Victoria en 1837, la Grande-Bretagne n'avait d'ambassadeurs qu'à Vienne, Saint-Pétersbourg et Constantinople. En 1862, le représentant à Berlin, 1876 à Rome et 1877 à Madrid reçut le rang d'ambassadeur.
Plus tard cette pratique fut étendue aux grandes républiques. Avant l'envoi d'un ambassadeur britannique à Washington en 1893, les États-Unis n'avaient pas nommé d'envoyés de rang d'ambassadeur et n'étaient pas non plus l'État d'accueil pour eux.
L'envoi d'un ambassadeur au lieu d'un « envoyé » entraînait d'importants honneurs protocolaires. Au XIXe siècle, il était d'usage à la cour de Versailles que les ambassadeurs s'asseyent et gardent leur chapeau lors des discussions avec le roi. Les envoyés, en revanche, étaient obligés de s'adresser au roi debout et la tête découverte.

## Le sens d'aujourd'hui
Après la Seconde Guerre mondiale, compte tenu de l'article 2 no 1 de la Charte des Nations unies et l'égalité souveraine de tous les membres de la communauté internationale qui y est stipulée, la différenciation entre légations et ambassades est abandonnée. Aujourd'hui, le droit d'échanger des ambassadeurs est revendiqué par tous les États du monde ; les légations sont devenues rares. Le droit des États mentionnés à l'article 15 de la Convention de Vienne sur les relations diplomatiques (CVRD) de déterminer par convention le rang du chef de mission (soit ambassadeur, soit envoyé, soit chargé d'affaires, cf. art. 14 CVRD) n'a donc aujourd'hui qu'une portée théorique.
Ce qui est resté, cependant, est la fonction de l'envoyé en tant qu'employé de haut rang de la mission qui rend compte à l'ambassadeur. Plusieurs envoyés peuvent également être nommés dans de très grandes ambassades. Outre l'envoyé (Minister-Conseiller anglais, Ministre-Conseiller français), un autre grade s'est imposé dans la pratique des États, inférieur à l'envoyé mais présidant au conseiller d'ambassade : l'envoyé-conseiller.
L'envoyé mentionné à l'article 14 CVRD comme chef de mission, qui, comme l'ambassadeur, est accrédité auprès du chef de l'État (art. 14 al. 1 lettres a) et b) CVRD), tandis que le chargé d'affaires, qui est désigné chef de mission, est accrédité auprès du ministère des Affaires étrangères (art. 14 al. 1 lettre c) CVRD), rarement pratiqué aujourd'hui.
Comme tous les États veulent fondamentalement un échange d'ambassadeurs, l'envoi d'un seul envoyé (émissaire ou d'un chargé d'affaires) avec la fonction de chef de mission est généralement une démonstration de politique étrangère. L'État d'envoi peut être contrarié ou ne pas vouloir occuper le poste d'ambassadeur vacant pour d'autres raisons pour le moment. L'envoyé en tant que chef de mission prévu préside au protocole du groupe des ambassadeurs et du groupe des chargés d'affaires (en tant que chefs de mission prévus). Les autres envoyés non exécutifs leur sont subordonnés.

### Littérature
- Georg Dahm, Jost Delbrück (de) et Rüdiger Wolfrum (en) : Völkerrecht, Band I/1, Die Grundlagen. Die Völkerrechtssubjekte. 2e édition entièrement révisée, Walter de Gruyter, Berlin/New York 1989,  (ISBN 3-11-005809-X).
- Knut Ipsen (de) : Völkerrecht, 5e édition entièrement révisée, CH Beck, Munich 2004,  (ISBN 3-406-49636-9).
- Albrecht Klose, Klaus-Peter Rueß, Die Grabinschriften auf dem Gesandtenfriedhof in Regensburg. Texte, Übersetzungen, Biographien, Historische Anmerkungen, Regensburger Studien Band 22, Stadtarchiv Regensburg, 2015,  (ISBN 978-3-943222-13-5)
- Herbert Kößler et Hans Schlemmer : Die Grabdenkmäler in St. Emmeram., 2e édition, Verlag Herbert Kößler, 93049 Regensburg, 2008,  (ISBN 978-3-00-018979-1).